# Cristóbal (Panama)
Pour les articles homonymes, voir Cristóbal.
Cristóbal est un corregimiento et port situé dans le district de Colón, province de Colón, au Panama.